# August Erbschloe
Carl August Erbschloe (* 2. Mai 1850 in Lüttringhausen-Halbach; † 7. Juli 1925 in Lüttringhausen) war ein deutscher Unternehmer und Stadtverordneter. Er ist Ehrenbürger von Remscheid.

## Leben

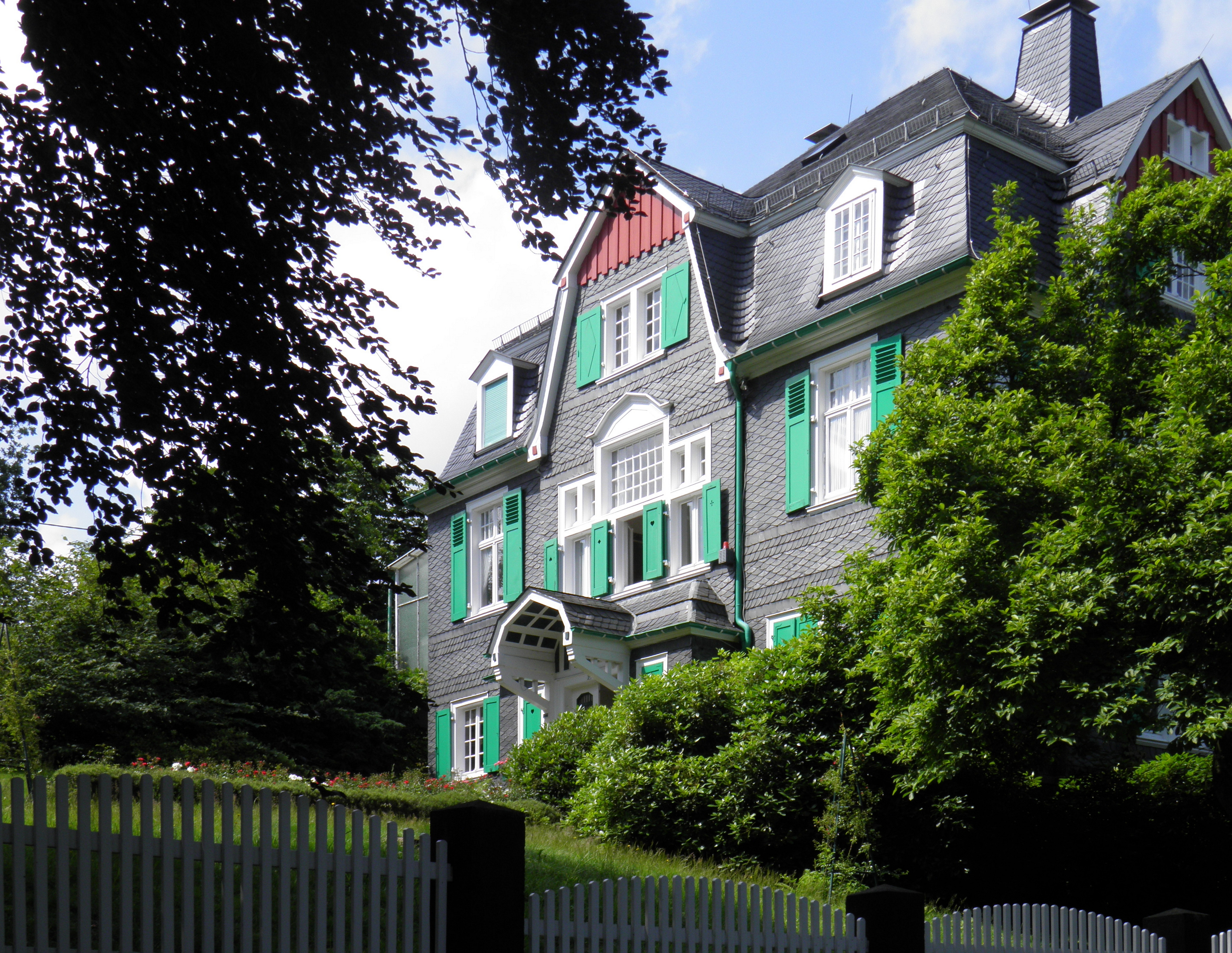
Geburtshaus von Erbschloe in der Halbach

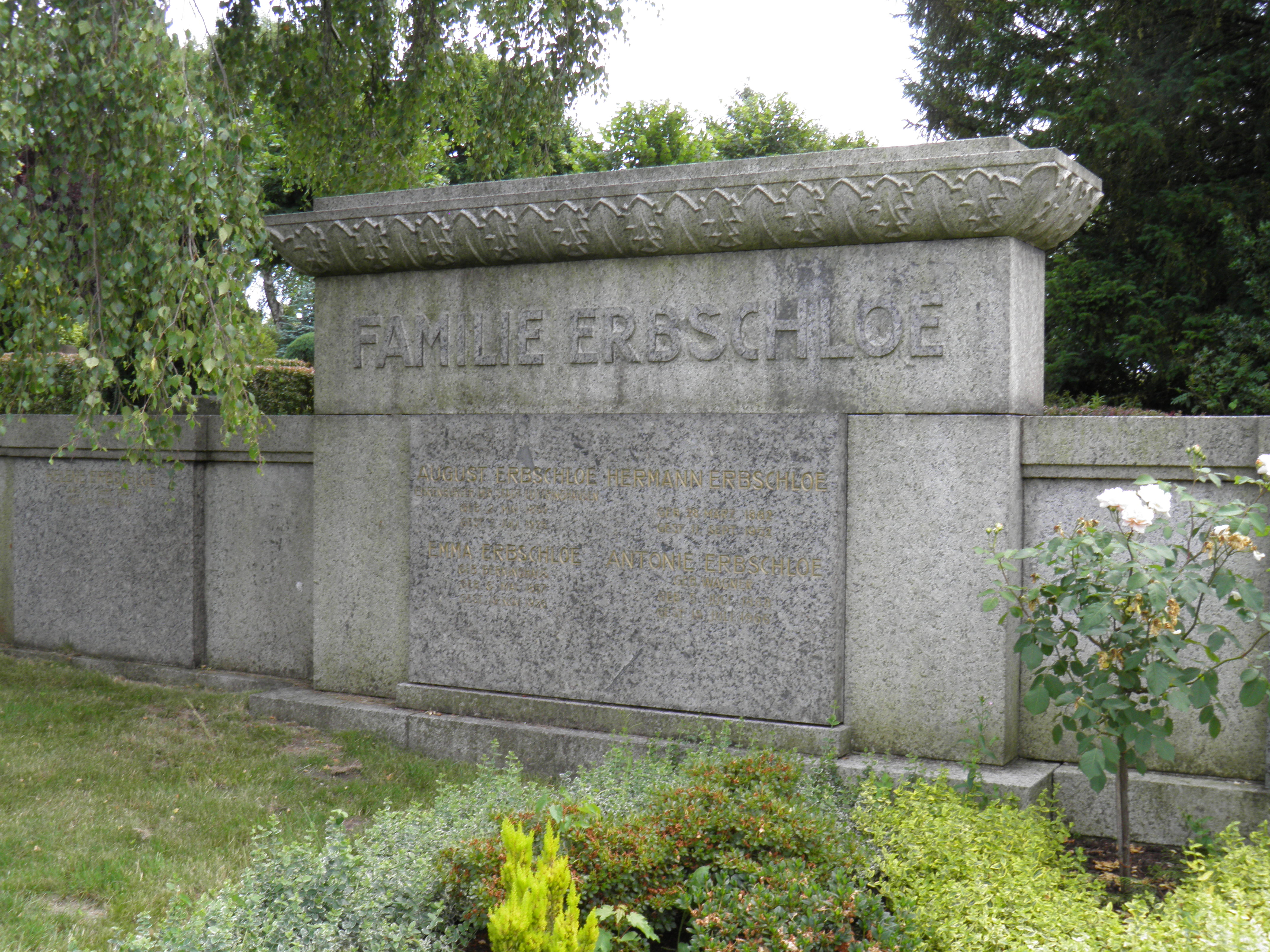
Grabmal August Erbschloes in Lüttringhausen

Erbschloe stammte aus einer bekannten bergischen Fabrikanten- und Kaufmannsfamilie. Seine Eltern waren der Fabrikant Carl Wilhelm August Erbschloe (1815–1869) und Clara Erbschloe, geb. vom Hagen (1828–1894). August Erbschloe war Chef der Erbschloewerke in der Straße „Lenhartzhammer“. Hier handelte es sich ursprünglich um eine Fabrik für Steinsägen. Später änderte das Unternehmen seine Struktur und firmierte unter „Bergisches Strahlzentrum“, da dort aktuell Metalloberflächenbehandlung, wie Sandstrahlen, zum Programm gehört. Das Stammhaus der Familie, ein feudales Patrizierhaus, befindet sich immer noch wenige hundert Meter entfernt in der Hofschaft Halbach.
1880 wurde August Erbschloe in die Lüttringhauser Stadtverordnetenversammlung gewählt und wurde vor und nach dem Ersten Weltkrieg 1. Beigeordneter. Neben seiner politischen Tätigkeit war Erbschloe Vorsitzender der Lüttringhauser Landwehr- und Kriegerkameradschaft. Weiter bekleidete er eine Zeit lang das Amt des Kirchmeisters in Lüttringhausen und betätigte sich als ehrenamtlicher Mitarbeiter der Bergischen IHK.
Der Familienname leitet sich von der Hofschaft „Erbschloe“ ab, die gleichzeitig ein Bestandteil der Honschaft Erbschloe im ehemaligen Kirchspiel Lüttringhausen war. August heiratete im Jahr 1877 Emma Berninghaus. Er hinterließ einen Sohn und eine Tochter.

## Ehrungen
Im Jahr 1925 trat Erbschloe als 75-Jähriger vom Amt des Beigeordneten zurück. Wegen seiner Verdienste verlieh ihm die damalige Stadt Lüttringhausen an seinem 74. Geburtstag die Ehrenbürgerrechte. Er war einer von nur sechs Ehrenbürgern, die es in der bis 1929 selbständigen Stadt Lüttringhausen gab.
Eine weitere Ehrung des bekannten Lüttringhausers war die Tatsache, dass die ehemalige Elberfelder Straße (die Verkehrsverbindung zwischen Remscheider Straße auf der Lüttringhauser Höhe und dem Straßenzug Lenhartzhammer im Leyerbachtal) nach ihm benannt wurde. Erbschloe und seine Nachfahren sind auf dem evangelischen Friedhof Lüttringhausen im Familiengrab beigesetzt.